# 能見正比古
能見 正比古（のみ まさひこ、1925年7月18日 - 1981年10月30日）は、日本の文筆家。1971年頃に、血液型性格分類に関する著作を複数発表し、その考え方を広めた。

## 人物
北京政府奉天市生まれ。本籍地は金沢市。第四高等学校 (旧制)理科甲類を経て、東京大学工学部を卒業した後、法学部在学中に放送作家としての活動を始め、大学中退。三木鶏郎文芸部に所属し、放送作家としての活動を始める。SFネタの放送台本も執筆していた。
姉幽香里の影響で相撲部屋に出入りする中、姉と同じ相撲評論を書くことに。1981年に死去するまで相撲誌に記事を掲載。
1963年から、学習研究社に勤め、雑誌や百科事典の編集長を務める。雑誌「世代」の編集長をつとめる。
子会社の立風書房の編集者も務めた。立風SFシリーズを企画、刊行した。
のちに退社して独立。
旧制高校時代、当時東京女子高等師範学校（現お茶の水女子大学) に通っていた姉幽香里からの影響を受け、血液型と気質についての「研究」を始める。姉の通う東京女高師の教授であった古川竹二の著作に影響を受けながらも独自の解釈を入れ、1971年「血液型人間学」としてまとめ上げベストセラーにする。テレビに多く出演し、数多くの著書を世に送り出し、血液型人間学を大衆に広めた。また、彼は『週刊サンケイ』（現・SPA!）編集部の協力により著名人の血液型調査を行ったことでも知られる。
1981年に講演中、壇上で倒れ急死した。享年56。

## 血液型人間学

### 経緯
血液型と気質の因果関係について独自のデータを集積し、対象者の思考パターンや行動パターンと絡めて独自に関連づけようとした。能見正比古は多くの書を出版し、テレビ出演を積極的に行ったことにより、彼の提唱する「血液型人間学」は70年代後半にマスコミに注目され、現代にまで続くブームを巻き起こした。彼の死後、息子の俊賢が遺志を引継ぐ。
なお、多くの日本人が血液型性格分類に関する内容や話題を肯定的にとらえている。場合にもよるが、概ね60〜80%程度の人が血液型性格分類に肯定的な態度を示しており、最近の社会心理学者が行った調査では、大学生の多くは血液型性格分類が好きであるために「相応の知識を持ってよく話題にし」「血液型と性格の間には多少の関係があり」「自身の血液型についてもある程度当てはまる」という結果が示されている。

### 概要

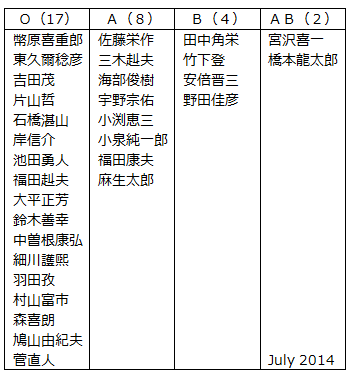
戦後の首相の血液型

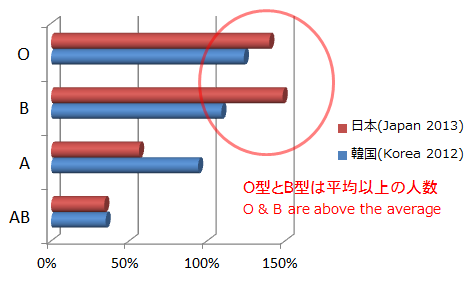
日韓プロ野球三部門獲得者の各国血液型平均に対する比率

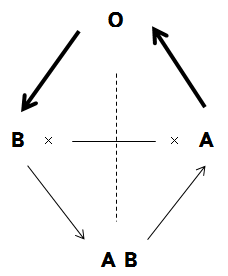
血液型のリード＝おもり関係のイメージ図

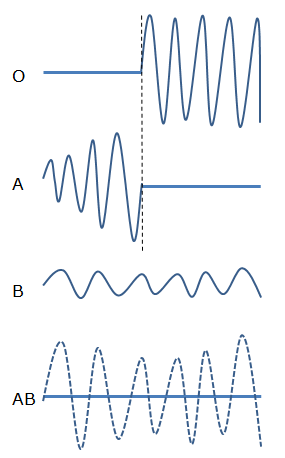
血液型別のプレッシャーへの反応の仕方

「血液型人間学」は、能見正比古によって創出された造語である。血液型を理解することによって、よりよく人間を理解しようというのが当初の目的であった。現在の血液型占いでは、気質や性格をやや固定的に捉える傾向があるが、血液型人間学は必ずしもそうではない。彼が一貫して主張していたのは、血液型をグループとして見た場合に、気質や性格に傾向があるというものである。また、性格は必ずしも固定的に考えるべきものではなく、TPOによってダイナミックに変動するものとした。
イメージをつかむために、当時よく使われていた料理のたとえ話を紹介しておく。
人間を仮に野菜だとすると、O型は生野菜に相当する。野菜の種類はたくさんあるので、同じ血液型でも個性はいろいろある。生野菜は一番個性がよく表れるので、O型はバラツキも4つの血液型中で最も大きいということになる。
A型は漬物にたとえた。生野菜を漬物にしても元の野菜の個性は残っている。しかし、漬物という共通性は変わらない。もっとも、漬物であるので、生野菜の個性は多少なりとも抑制される。
B型は、野菜を煮物にたとえてみた。A型と同じく、野菜を煮たものという共通性が出てくる。また、A型と同様に生野菜に比べると多少は個性が減ってくる。
AB型は漬物にして煮るので福神漬ということになる。当然のことながら、個性は4つの血液型中で最小である。
このため、血液型で性格がわかるのは「4分の1」というのが彼の持論であった。血液型は先天的なものだから、先天的と後天的でそれぞれ半々となり、その半分の中でも野菜の個性で更に半分になるから、1/2×1/2＝1/4ということになる。
O型の特性例
生きる欲望、バイタリティが強い。
強い目的志向性。目的が決ると直進し、達成力も随一。
仲間にはスキンシップな愛を持つ。家族思い。親友には裸の開放性、親分性もある。
反面、仲間外や未知の人に強い警戒心を持つ。
A型の特性例
“何かのため”に生きる生き甲斐を求める。
感情や欲求は抑制する方。そっとした思いやりや察しあいを大切にする。
ルール、慣習、秩序を重視、極端さを避け、羽目を外さぬ。反面、やや型にはまる。
筋を通し、ものごとのケジメ、白黒をハッキリつける。シンは一番ガンコで短気。
B型の特性例
マイペースの行動。しばられ、抑制されることを、ことにいやがる。
柔軟な考え方、新しいことや、自分と違った相手への理解力に富むアイデア性。
周囲の影響を最も受けず、また、気にしない。無用心さも一番。
総じて、ものごとにケジメが乏しい。
AB型の特性例
ドライに見えるほど合理的な考え方。
情緒の安定した面と、不定気ままな面と、はっきり分れた二面性。
人との応待はニコヤカでソツなく、頼まれたらイヤといえぬ親切さ。やや調子よさも。
反面、人とのつきあいに距離をおく感じ。
彼は統計データも分析していた。当時の著書には、相撲、プロ野球、陸上競技のようスポーツ選手のデータから、政治家の血液型、あるいは芸能界までとさまざな分野にまたがっている。また、読者や講演会の参加者などを対象にしたアンケート調査も頻繁に実施している。独自の人間分析にこれらの統計データを加味して様々な著書が執筆された。一例をあげると、夫と妻との関係について調べた『血液型愛情学』、陸上スポーツ選手を血液型で分析した『血液型スポーツ学』、国会議員や地方の首長について書いた『血液型政治学』などである。例えば、戦後の首相はO型17人と最も人数が多い。また、日韓プロ野球三部門獲得者の各国血液型平均に対する比率では、両国ともO型とB型が平均を上回っている。
「リード＝おもり関係」も特徴の1つとなる。異なる2つの血液型間の人間関係を、処女作である『血液型でわかる相性』から発展させたもので、O→B→AB→A→O…という4つの血液型を一周するループで特徴づけられる。O型はB型をおだてておもりし、B型はAB型の行動を面白がり、AB型はA型の気持を理解でき、A型はO型を気遣って…と循環する。ただし、この関係は強弱関係でも上下関係でもない。相手の気持が理解できるから「おもり」できるのであるが、逆に気持ちがわかる相手には「リード」されることにもなるため、必ずしも一方的な関係ではない、というのが彼の説明である。
また、プレッシャーに対する血液型別の反応も独自の展開を見せていた。O型は普段は冷静だが、ある限界を超えると大混乱に陥りがち。A型はO型とは逆で、普段は比較的不安定であるが、臨界点を超えると開き直って安定する。B型はいつも自分の気持ちに神経質なため状況に関係なくやや不安定であり、AB型は安定と不安定を意識的・無意識的に切り替えているということである。
彼は、放送作家出身であるため、言葉には相当こだわっているようである。例えば、血液型別リーダーの特徴は次のように記述している。O型は「親分のO」である。O型は人間関係を重視し、上下関係にも敏感ということらしい。A型は「リーダーのA」となる。リーダーは、人間関係も重視しないわけではないが、基本的にはある一定の決まりに従って行動する。B型は「親方のB」と説明している。親分は決まりや人間関係よりも技術や事実を重視するという意味である。ちなみに、AB型は「大黒柱のAB」で、座っているだけで存在感があり、あまり細かい指示はしないとのことだ。

### 心理学者による統計的な批判の展開
しかし能見正比古の研究、能見の研究の基礎となった古川の研究、どちらも研究内容は統計学的に「有意の差」を持たないものであり、科学的な試験研究又は調査研究に基づくものではないという批判がある。ただし、それらの批判が表面化したのは能見正比古の死去後（1981年以降）のことである。また、心理学者の多くのサンプルは、一部の例外を除くと、その研究者の講義の受講者などに限られているため、何らかのバイアスが生じている可能性も指摘されている。
一方で、血液型によって統計的に有意な差は生じているが、この差は思い込みによる自己成就現象ではないかという意見もある。
社会心理学者の山崎賢治・坂元章は、1978-1988年にかけて延べ3万人の世論調査データを分析した結果、統計に有意な差が見られた。しかし、これらの差は大きいとは言えず、また自己報告を分析対象としたので、予言の自己成就ではないかとしている。長崎大学の武藤浩二・長島雅浩らは、山崎賢治・坂元章の研究結果を確認するため、同じ世論調査のデータを使って2000年代まで追跡したところ、血液型ごとの差は安定しており、一貫して有意差が出ていることが判明した。
社会心理学者の山岡重行は、大学生を対象として1999年(1300人)と2006年(1362人)に調査を行った結果を発表した。血液型により統計的に有意な差が生じているのは、血液型診断の知識や信念を持つ被験者のみであるため、マスコミ等の情報による思い込みによる影響であると結論付けている。その後、サンプル数を6600人に増やしても同じ結果が得られたと報告している。
その一方で、統計的に有意な差が生じている理由は、必ずしも思い込みや予言の自己成就だけで説明できないのではないかという意見もある。複数の血液型診断の本に共通している性格特性が、どの程度のその血液型の人間に知られているかを調査してみたところ、大部分の特性では半分以下であった。これらの特性について、同じ質問項目を使っている山岡(1999)のデータと組み合わせて分析したところ、血液型による差とその特性がどの程度知られているかには関係がなかったという報告もある。
統計的に相関があるという報告の多くは、原因を予言の自己成就によるものとしているが、その存在を直接的に証明した研究はまだない。このため、統計的に相関がないのか、あるいは統計に相関はあるとしても予言の自己成就によるものなのか、あるいはこれらの相関は血液型によるものなのか、現時点では研究者の見解は一致していない。
また、特定の性格検査では血液型による差を検出できないという奇妙な現象も観察されている。例えば、過去に各国で実施された「ビッグファイブ」による性格検査では、計20万人以上を調べても血液型による有意な差は見いだされていない

。この性格検査は、自己評定の性格を数値化するため、「血液型ステレオタイプ」を信じている被験者であれば、自己成就による差が出ることも予想されていた。実際に調査した韓国の徐らによると、被験者の大学生に血液型の特徴に関する質問をしたところ、統計的に有意な差が出たとのことである。しかし、同じ被験者にビッグファイブ性格検査を実施しても差は出なかった。そこで、不思議に思った韓国の孫らがこの論文のデータを再分析してみたところ、ビッグファイブ性格検査でも単独の質問なら「血液型ステレオタイプ」どおり差が出ていたとのことである。しかし、複数の質問をビッグファイブの5因子に集約してしまうと、単独では出ていた差が互い打ち消し合ってなくなってしまった。これらの研究報告が妥当だとすると、ビッグファイブを用いた性格検査では血液型の差が検出できない、というおかしなことになってしまう。この奇妙な現象は、韓国と同じく「血液型ステレオタイプ」が浸透している日本でも、思い込みによる予言の自己成就が存在するという論文により裏付けられているものと思われる。

### AIを使った研究
2020年以後には、AIを使って血液型の推測を行った研究が開始された。2020年に250人のインドネシア人を対象に、翌2021年には日本人5,609人、2023年には日本人2,887人を対象にして実験したところ、いずれも正解率は偶然より有意に高かった。
2023年の研究では、血液型の特徴とされる3項目を含む5因子性格検査BFSの実験が行われた。これらの3項目では有意差が出たが、各項目が属する3性格因子のうち有意差が見られたのは1因子だけであった。また、血液型より年齢や男女の方が差が大きかった。10項目の5因子性格検査TIPI-Jでは、血液型による有意差が出なかった。また、AIで血液型を予測した場合、明確に偶然より正解率が高かったのは、血液型の特徴を学習データとしたときのみだった。このため、次のように仮定すると、従来は矛盾するとされたデータを統一的に説明できるとした。
- 血液型より年齢や男女による差の方が大きい。
- 項目数が少ない性格検査は、相対的に差が小さい血液型の項目は切り捨てられる。
- よって、項目数が多い性格検査ほど血液型の差が出やすい。

実験の結果は、前述のとおりこれを裏付けるものであった。
- 60項目の5因子性格検査BFSでは、1因子のみ有意。
- 10項目の5因子性格検査TIPI-Jでは、どの因子も有意差はない。
- 8項目の血液型の質問(うち3項目はBFSに含む)はすべて有意。

そして、最終的に次のように結論づけた。
- 従来の5因子性格検査の結果に一貫性が見られないのは、血液型より差が大きい年齢や男女が不統一のため。
- 性格感度が高いと、どの質問も「自分に当てはまる」と感じるため、同じ数値でも性格は必ずしも同じではない。
- 縄田の研究[32]で血液型による差が出なかったのは、質問が生活とお金のみに関するもので、血液型に関する項目がなかったから。

### 脳科学による研究
2011年には、ソウルベンチャー情報大学院大学の金らが4000人以上の成人の脳波を測定したところ、性格には差が出なかったが、O型が最もストレス抵抗力があると報告している。また、光トポグラフィーを使った実験では、血液型によって脳の活性化部位が違う可能性が示唆されている。A型は左脳が活性化し、B型は右脳が活性化しやすいという。
このように、研究者らによって統計的調査・再調査・追試験が何度も行われているものの、現在に至るまで結論の一致が見られないのが実情である。

## その他の著作活動
少年期よりの相撲好きで、姉とともにひいき力士を決め（姉は磐石熊太郎、彼は綾若真生だったという）ラジオで応援していた。それが影響して、印刷会社勤務時代に労組結成の中心人物となったとき、会社側が相撲部を作り土俵開きに春日野部屋の力士たちを呼んだことで、態度を軟化させたと本人がのちに書いている。また、1970年代から『相撲』誌の常連のライターとなり、相撲史に関するエッセイや「おーす、金星」などの小説を発表した。

## 著作
- 『血液型でわかる相性 伸ばす相手、こわす相手』青春出版社(プレイブックス)1971 「血液型人生論」角川文庫
- 『日本人 一民族・一国家・私たちの歴史』さ・え・ら書房(この民族が歩いた道) 1972
- 『血液型人間学 あなたを幸せにする性格分析』サンケイ新聞社出版局 1973
- 『血液型愛情学 愛と性のドラマ・20、000人の証言』サンケイ新聞社出版局 1974 のち角川文庫
- 『血液型スポーツ学 陸上競技編』講談社 1976
- 『血液型活用学 自分を生かし,人間関係をよくする本』サンケイ新聞社出版局 1976 のち角川文庫
- 『現代性悪説 悪の現代社会に生きる本』地産ブックス 1976
- 『ねぎまの殿さま 少年少女名作落語』偕成社 1976.8
- 『血液型エッセンス 性格と人間関係の実用百科』サンケイ出版 1977.6 のち角川文庫、広済堂文庫
- 『血液型政治学 政治を動かす衝撃の事実!』サンケイ出版 1978.6
- 『マラソン地獄たび 韋駄天野郎たちの激闘のドラマ』講談社 1978.11
- 『血液型人生論 一度きりの人生を決める科学的プラン』日本文芸社 (舵輪ブックス) 1979
- 『血液型で人間を知る本 研究成果の公開 幸せになる相性の科学』青春出版社 (プレイブックス) 1979
- 『新・血液型人間学 あなたの人生を決定づける本』角川文庫 1980
- 『血液型と性格ハンドブック 最新データによる人間性百科』サンケイ出版 1981.4
- 『血液型女性白書』海竜社(ドラゴン・ブックス)1981 のち角川文庫
- 『血液型ゴルファー学 一線プロ50人に学ぶゴルフ・ライフ』サンケイ出版, 1982.6

相撲関係
- 『横綱物語 その栄光と波乱の人間模様』講談社 1975
- 『相撲部屋物語 土俵をめぐる「花」と「海」の激争』講談社 1977.12

### 共編著
- 『定本・艶笑落語』小島貞二共編 立風書房 1970
- 『血液型つき合い相性学』能見俊賢共著 青春出版社(プレイブックス) 1982
- 『血液型おもしろバレー人間学』能見俊賢 日本文化出版 1983.11
- 『「血液型」なるほど性格ハンドブック』能見俊賢 青春best文庫)1996
- 『「血液型」ここまでわかる愛情学』能見俊賢 青春best文庫) 1997
- 『「血液型」ズバリわかる人間学』能見俊賢 青春best文庫) 1998
- 『「血液型」で人間を知る本』能見俊賢 青春文庫) 1999
- 『「血液型」ピタリわかる相性』能見俊賢 青春best文庫) 1999
- 『「血液型」でわかる幸福学』能見俊賢 青春文庫) 2000
- 『血液型人間学』NPOヒューマンサイエンスABOセンター 青春出版社 2009.3
- 『血液型エッセンス: ABO血液型と気質の手引書』【血液型】改訂版シリーズ ヒューマンサイエンスABOセンター 2022.10
- 『自分らしく生きるための指南書 』【血液型】改訂版シリーズ ヒューマンサイエンスABOセンター 2022.12